# Rafael Soriano
Rafael Soriano (né le 19 décembre 1979 à San José de Ocoa, République dominicaine) est un ancien lanceur de relève droitier de baseball.
Il évolue de 2002 à 2015 dans les Ligues majeures de baseball avec 6 clubs différents. Meneur de la Ligue américaine avec 45 sauvetages en 2010, il représente les Rays de Tampa Bay au match des étoiles et est nommé meilleur releveur de la saison en Ligue américaine. 

## Carrière

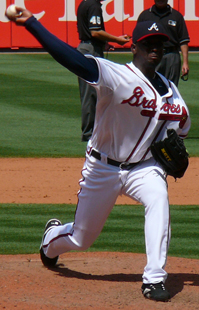
Soriano avec les Braves en 2007.

### Mariners de Seattle
Rafael Soriano est recruté comme agent libre amateur le 30 août 1996 par les Mariners de Seattle en joueur de champ extérieur. Il devient lanceur et passe cinq saisons en Ligues mineures avant d'effectuer ses débuts en Ligue majeure le 10 mai 2002.
Après deux bonnes saisons d'apprentissage au plus haut niveau au cours desquelles il passe du poste de lanceur partant (2002) à celui de lanceur de relève (2003), Soriano est gêné dans sa progression par une blessure au coude droit nécessitant une opération de type Tommy John. Opéré le 17 août 2004, il retrouve les terrains de Ligue majeure le 10 septembre 2005.

### Braves d'Atlanta
Soriano est échangé aux Braves d'Atlanta le 7 décembre 2006 en retour d'Horacio Ramírez.
Soriano prolonge son contrat avec les Braves pour deux saisons le 24 janvier 2008. À l'issue de la saison 2009, le renouvellement de contrat est plus problématique, et on doit passer par l'arbitrage. Soriano accepte l'arbitrage début décembre, à la surprise du club,, mais il quitte quelques jours plus tard les Braves à la suite d'échange contre Jesse Chavez des Rays de Tampa Bay.

### Rays de Tampa Bay

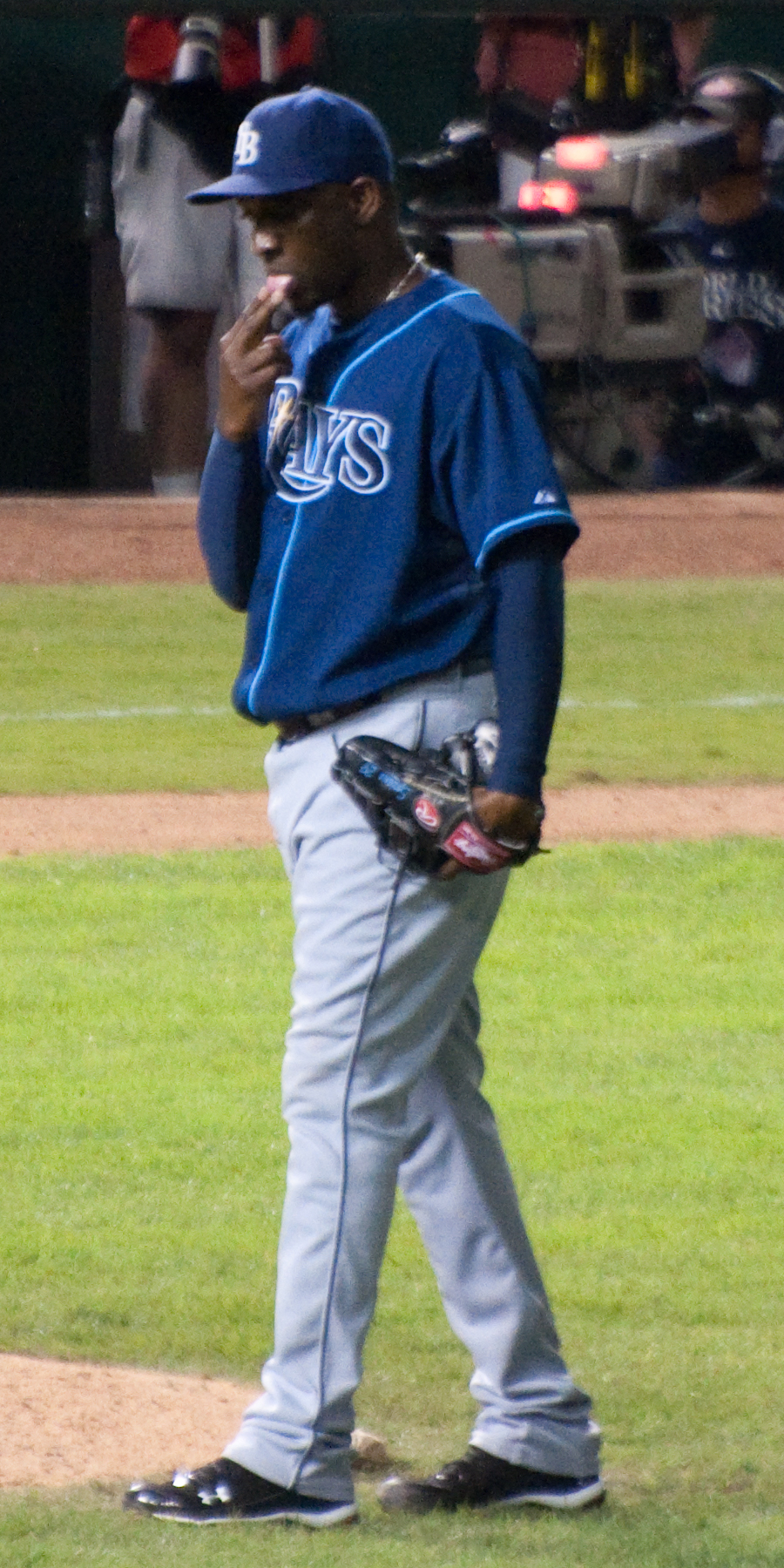
Soriano en 2010 avec les Rays.

Soriano rejoint les Rays le 11 décembre 2009.
Il connaît une excellente saison 2010 comme stoppeur des Rays. Il domine d'ailleurs la Ligue américaine avec 45 victoires protégées. Seuls Brian Wilson (48) et Heath Bell (47) de la Ligue nationale le devancent à ce chapitre. Ses 45 sauvetages battent le record de franchise des Rays de 43 établi par Roberto Hernández en 1999. En 64 sorties et 62 manches et un tiers lancées, il affiche une brillante moyenne de points mérités de seulement 1,73. À la mi-saison, il reçoit sa première invitation au match des étoiles et est nommé releveur de l'année dans l'Américaine pour la saison régulière 2010. Pour la première fois, il joue en séries éliminatoires, mais accorde trois points en trois matchs et trois manches lancées face aux Rangers du Texas en Série de division.
En neuvième manche du match du 24 août 2010 face aux Angels de Los Angeles, Soirano réussit un exploit rare : il retire trois frappeurs sur des prises en neuf lancers consécutifs.

### Yankees de New York

#### Saison 2011
En janvier 2011, Soriano signe un contrat de trois saisons pour 35 millions de dollars avec les Yankees de New York. La mission de Soriano sera de préparer l'entrée dans le match du stoppeur Mariano Rivera, une tâche précédemment accomplie par Kerry Wood, qui signa quelques semaines plus tôt avec les Cubs de Chicago.
Sa moyenne de points mérités s'élève à 4,12 en 39,1 manches lancées en 2011, soit beaucoup plus que lors de sa saison à Tampa Bay. Il gagne deux parties, en perd trois et enregistre lui-même deux sauvetages. En séries éliminatoires contre les Tigers de Détroit, il maintient une moyenne de 1,93 en quatre manches et deux tiers lancées, mais l'une de ses trois sorties se solde par une défaite, dans le 3e match de la Série de divisions.

#### Saison 2012

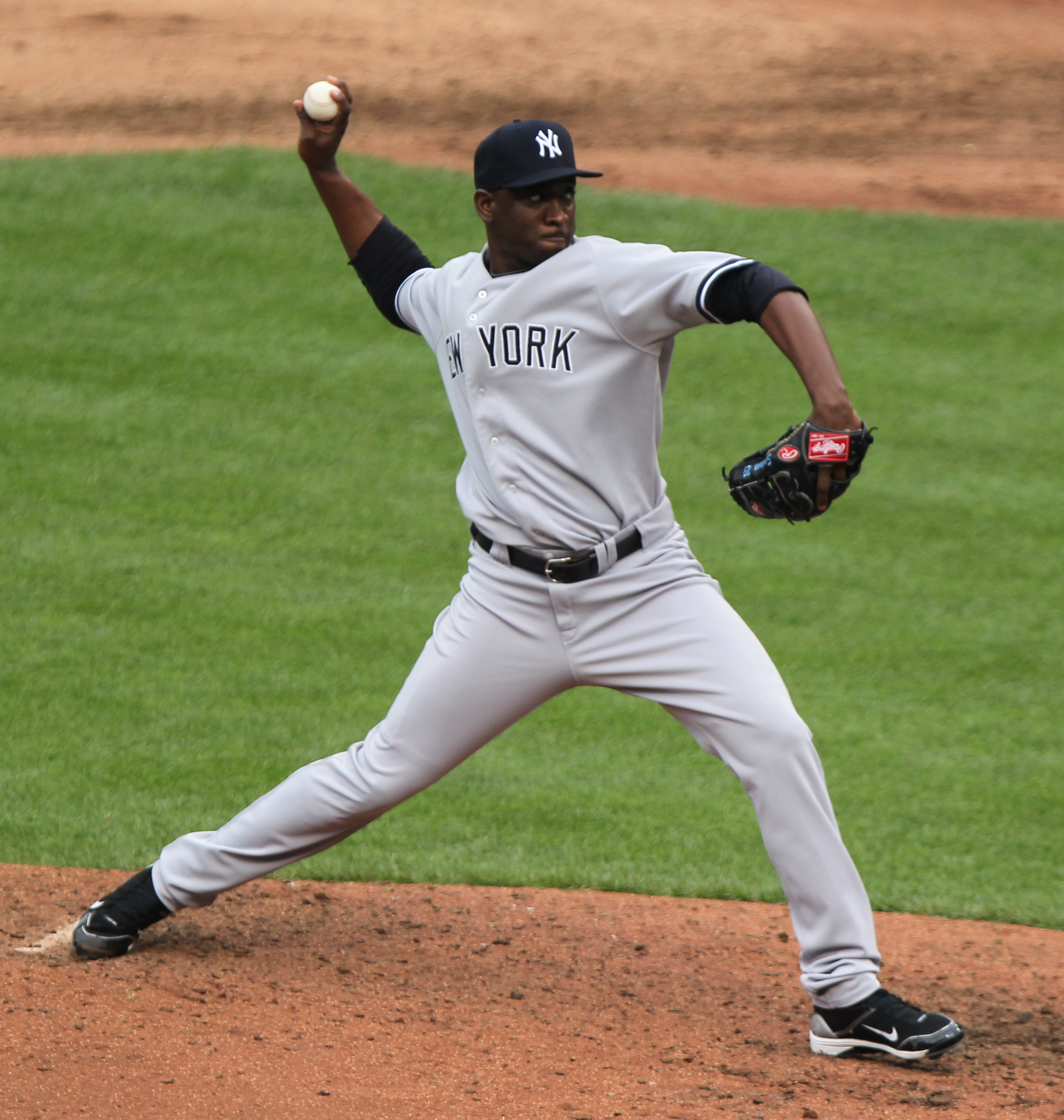
Rafael Soriano en 2011 avec les Yankees.

Soriano connaît une excellente saison 2012 avec une moyenne de points mérités de 2,26 et 69 retraits sur des prises en 67 manches et deux tiers lancées pour les Yankees. Appelé au monticule à 69 reprises, il enregistre 42 sauvetages, le troisième plus haut total de la Ligue américaine. Il remplace Mariano Rivera comme stoppeur après que la saison de celui-ci prend fin avec une blessure subie en mai. Il ne donne aucun point en quatre manches et un tiers lancées en séries éliminatoires face à Baltimore et Détroit.

### Nationals de Washington
En janvier 2013, Soriano accepte un contrat de 28 millions de dollars pour deux ans avec les Nationals de Washington.
À sa première année avec sa nouvelle équipe, Soriano protège 43 victoires, le second plus haut total de la Ligue nationale. Sa moyenne de points mérités s'élève à 3,11 en 66 manches et deux tiers lancées.
En 2014, Soriano maintient une moyenne de points mérités de 3,19 en 62 manches de travail et réussit 32 sauvetages, mais sa deuxième moitié de saison est difficile : il accorde 18 de ses 22 points mérités après le 20 juillet et sa moyenne s'élève à 6,48 après la pause du match des étoiles, alors qu'elle n'était que de 0,97 au congé de mi-saison. Soriano est relevé de ses fonctions de stoppeur au début septembre.
Les Nationals ont l'option de garder Soriano moyennant 14 millions de dollars en 2015, mais rejettent cette option, faisant du lanceur un agent libre.

### Cubs de Chicago
La saison 2015 s'amorce alors que Soriano est sans contrat. Ce n'est que le 9 juin qu'il signe un contrat, une entente des ligues mineures avec les Cubs de Chicago qui lui garantit 4,1 millions de dollars s'il est ajouté à l'effectif de Ligue majeure, et une possibilité d'amasser 4 millions de dollars en primes liées à ses performances.
Il n'effectue que 6 sorties pour les Cubs, accordant 4 points mérités en 5 manches et deux tiers, mais remporte deux victoires sans aucune défaite. Les Cubs le libèrent de son contrat le 4 septembre 2015.
Le 28 février 2016, Soriano signe un contrat des ligues mineures avec les Blue Jays de Toronto. Durant l'entraînement de printemps, il annonce le 20 mars 2016 sa retraite sportive à l'âge de 36 ans.

## Statistiques
| Saison | Équipe    | G   | GS | CG | SHO | V  | D  | SV | IP    | SO  | ERA   |
| ------ | --------- | --- | -- | -- | --- | -- | -- | -- | ----- | --- | ----- |
| 2002   | Seattle   | 10  | 8  | 0  | 0   | 0  | 3  | 1  | 47.1  | 32  | 4,56  |
| 2003   | Seattle   | 40  | 0  | 0  | 0   | 3  | 0  | 1  | 53.0  | 68  | 1,53  |
| 2004   | Seattle   | 6   | 0  | 0  | 0   | 0  | 3  | 0  | 3.1   | 3   | 13,50 |
| 2005   | Seattle   | 7   | 0  | 0  | 0   | 0  | 0  | 0  | 7.1   | 9   | 2,45  |
| 2006   | Seattle   | 53  | 0  | 0  | 0   | 1  | 2  | 2  | 60.0  | 65  | 2,25  |
| 2007   | Atlanta   | 71  | 0  | 0  | 0   | 3  | 3  | 9  | 72.0  | 70  | 3,00  |
| 2008   | Atlanta   | 14  | 0  | 0  | 0   | 0  | 1  | 3  | 14.0  | 16  | 2,57  |
| 2009   | Atlanta   | 77  | 0  | 0  | 0   | 1  | 6  | 27 | 75.2  | 102 | 2,97  |
| 2009   | Tampa Bay | 64  | 0  | 0  | 0   | 3  | 2  | 45 | 62.1  | 57  | 1,73  |
| Totaux | Totaux    | 342 | 8  | 0  | 0   | 11 | 20 | 88 | 395.0 | 422 | 2,73  |

| Saison | Équipe    | G | GS | CG | SHO | V | D | SV | IP  | SO | ERA  |
| ------ | --------- | - | -- | -- | --- | - | - | -- | --- | -- | ---- |
| 2010   | Tampa Bay | 3 | 0  | 0  | 0   | 0 | 0 | 1  | 3.0 | 1  | 9,00 |
| Totaux | Totaux    | 3 | 0  | 0  | 0   | 0 | 0 | 1  | 3.0 | 1  | 9,00 |

Note : G = Matches joués ; GS = Matches comme lanceur partant ; CG = Matches complets ; SHO = Blanchissages ; 
V = Victoires ; D = Défaites ; SV = Sauvetages ; IP = Manches lancées ; SO = Retraits sur des prises ; ERA = Moyenne de points mérités.